# Đường hoa Nguyễn Huệ

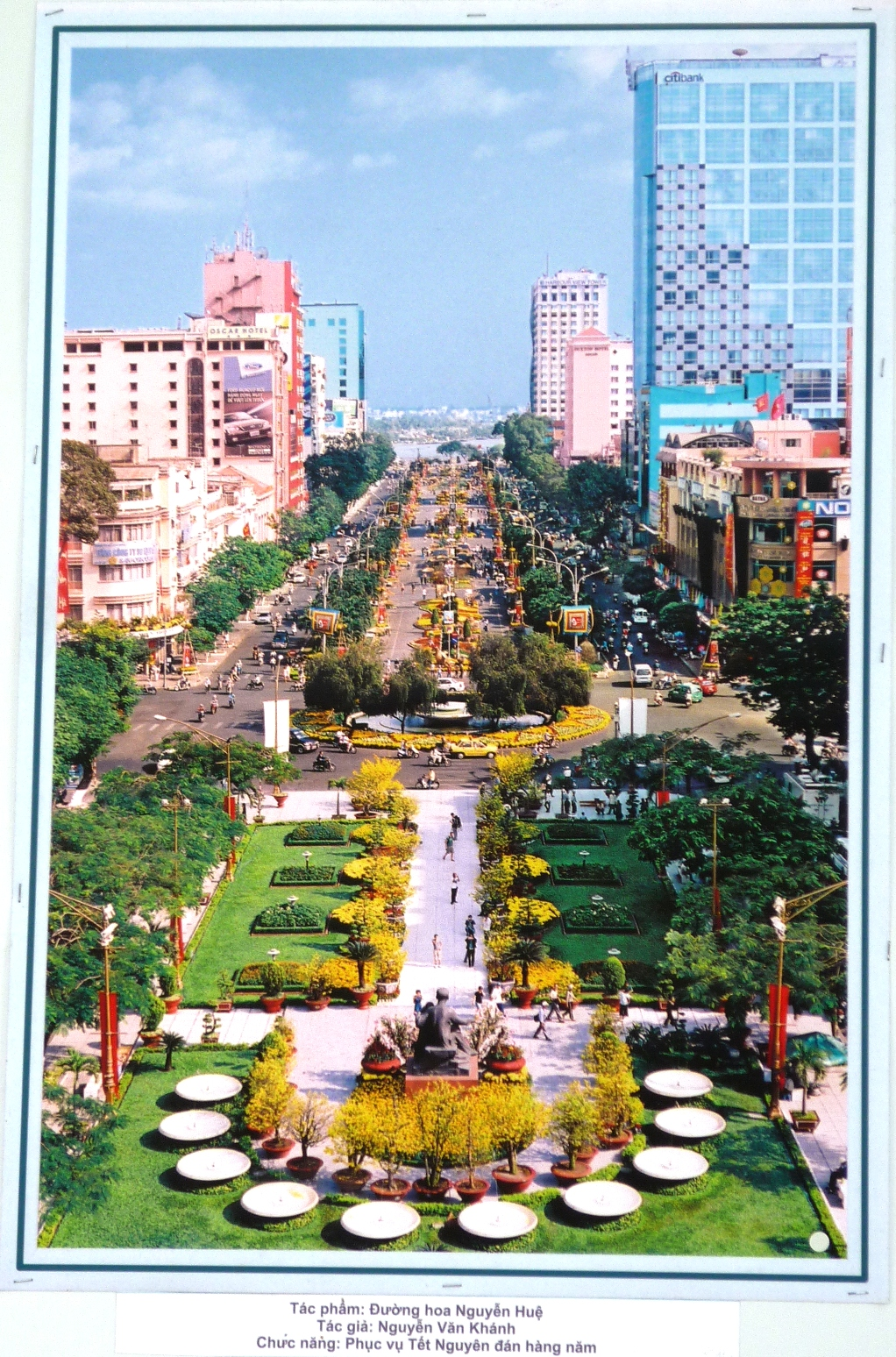
Đường hoa Nguyễn Huệ vào Tết Ất Dậu 2005.

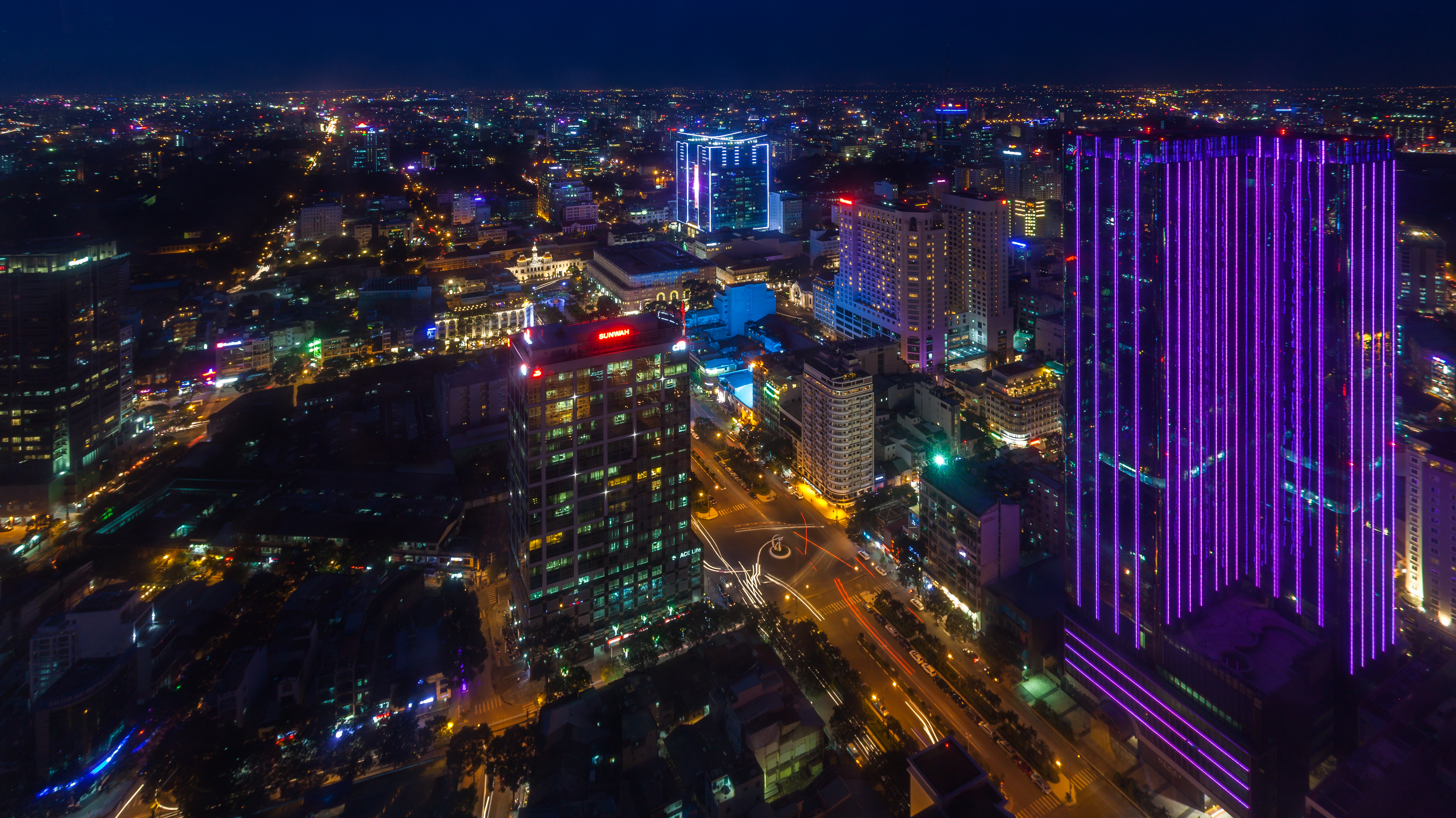
Đường Nguyễn Huệ về đêm với bên phải là Saigon Times Square.

Đường hoa Nguyễn Huệ là tên gọi của đường Nguyễn Huệ, Thành phố Hồ Chí Minh khi được trang hoàng vào mỗi dịp Tết Nguyên Đán, dành cho khách đi bộ thưởng ngoạn, bắt đầu từ Tết Giáp Thân 2004, trước đó thường được gọi là Chợ hoa Nguyễn Huệ. Đường Nguyễn Huệ là một trong những con đường đẹp nhất của Thành phố Hồ Chí Minh tại phường Bến Nghé, Quận 1, nằm trải dài hơn 700 mét từ trước trụ sở Ủy ban Nhân dân thành phố và tượng đài Hồ Chí Minh đến Bến Bạch Đằng, với nhiều tòa nhà cao tầng và những trung tâm thương mại mua bán sầm uất, biến thành một đường hoa rực rỡ, thu hút rất nhiều khách viếng thăm, và trở thành một địa chỉ quen thuộc cho những vị khách du xuân.
Hiện nay, hàng năm triển lãm Đường hoa Nguyễn Huệ thường được tổ chức từ ngày 28 tháng chạp đến hết mùng 4 tháng Giêng âm lịch. Bên cạnh Đường hoa là Lễ hội Đường sách cùng thời gian và địa điểm trên, trưng bày các phương tiện sách, ấn phẩm, với sự tham gia của nhiều nhà phát hành sách.
Ngoài Đường hoa Nguyễn Huệ, Thành phố Hồ Chí Minh còn có các hội hoa Xuân triển lãm hàng năm, như tại Công viên Tao Đàn, công viên Gia Định, Khu đô thị Phú Mỹ Hưng và phố Ông Đồ...

## Lịch sử

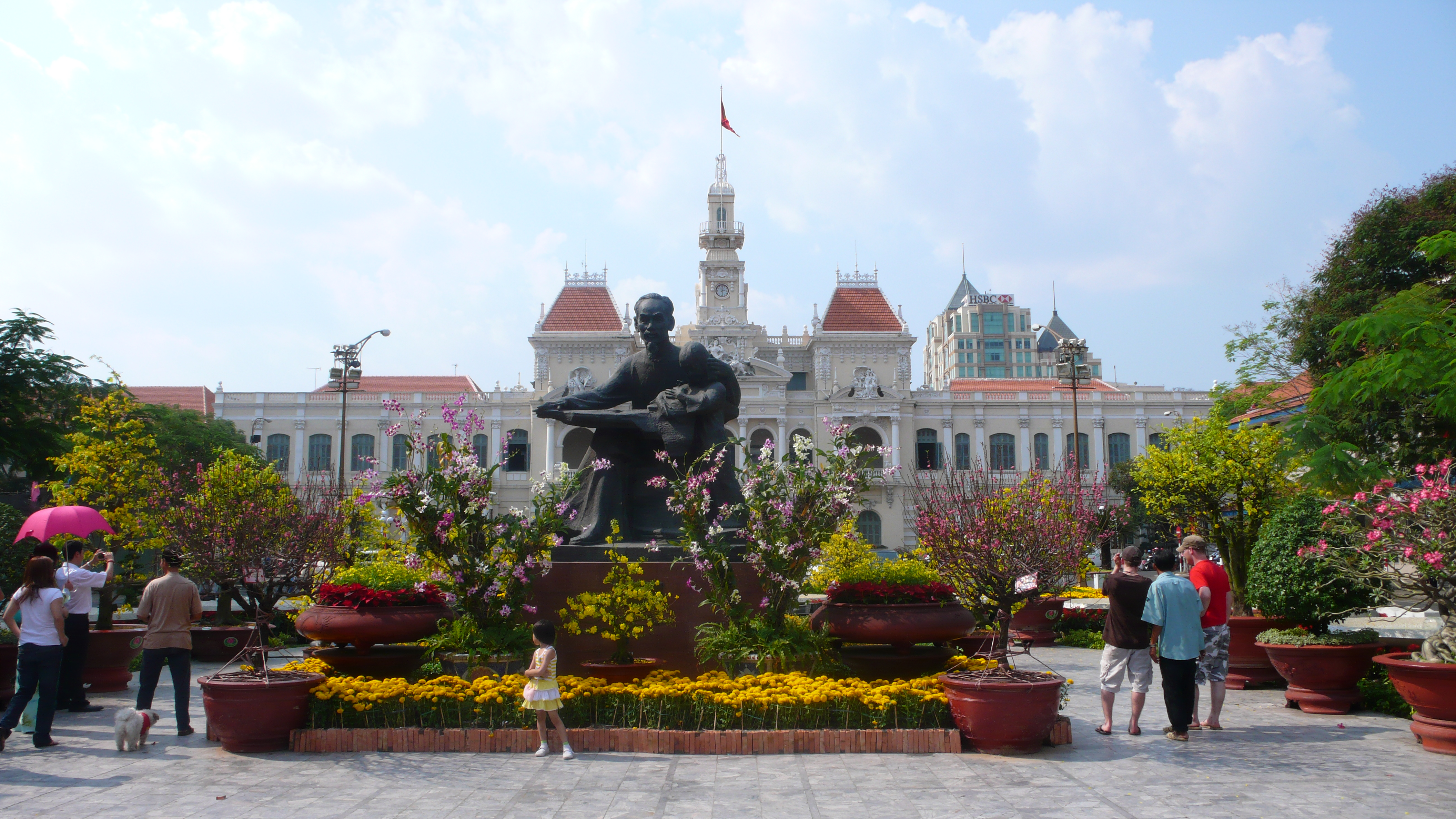
Đường hoa bắt đầu từ tượng đài Hồ Chí Minh trước trụ sở UBND (hình chụp năm 2008)...

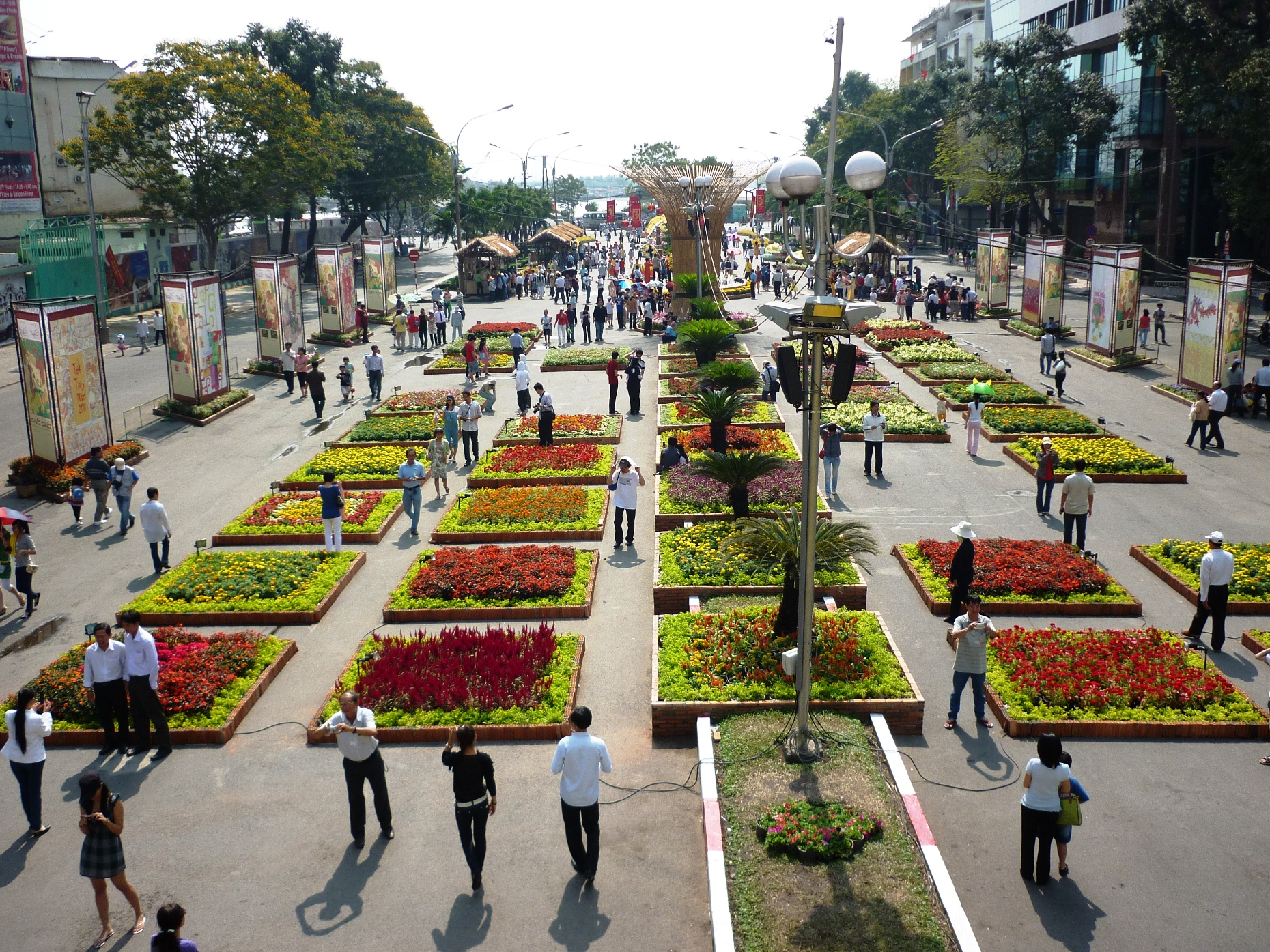
...và chấm dứt tại bến Bạch Đằng, sông Sài Gòn (hình năm 2011)

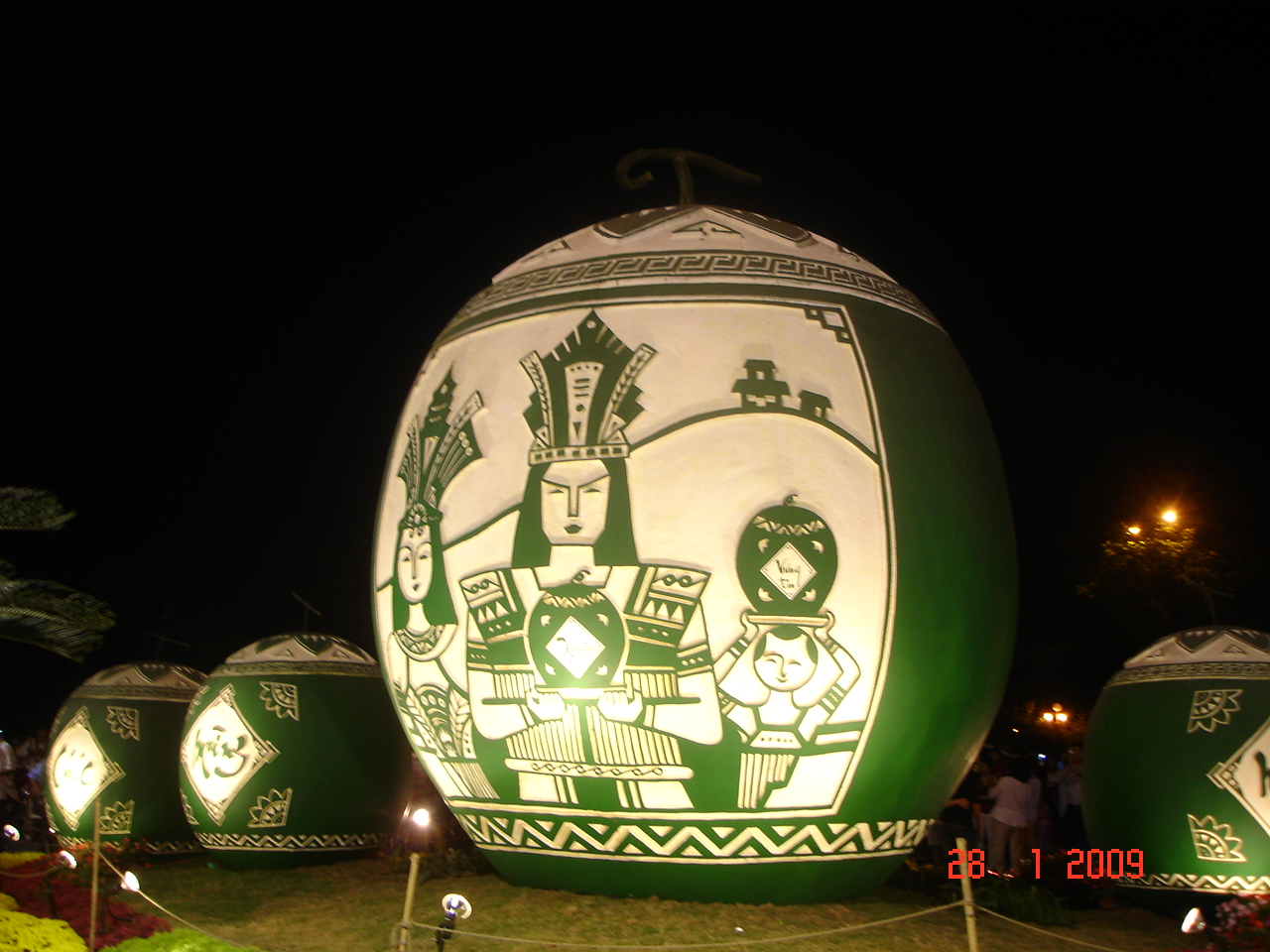
Hình tượng quả dưa hấu khổng lồ có khắc hình Mai An Tiêm.

Trước năm 1887 tại vị trí Đại lộ Nguyễn Huệ ngày nay chính là kênh đào Charner, nối liền với sông Sài Gòn, sau này bị người Pháp lắp lại và hình thành Đại lộ Charner.
Đại lộ Charner nối liền một đầu là Dinh Đốc Lý (nay là trụ sở Ủy ban nhân dân Thành phố Hồ Chí Minh) và đầu kia là bờ sông Sài Gòn (nay gọi là Bến Bạch Đằng). Từ dưới sông, mỗi dịp Tết về, hoa từ khắp nơi theo những con thuyền về tập kết ở bến, và trên bờ, hoa trải dài trên đại lộ này.
Chợ hoa Nguyễn Huệ cùng chợ chim Huỳnh Thúc Kháng là một trong những điểm tham quan nổi tiếng thời đó.
Cho đến cuối thế kỷ 20, cách đây khoảng vài chục năm, mỗi năm một lần, con đường này là chợ hoa xuân chính của người dân thành phố. Mỗi khi Tết đến thì đây là nơi tập trung mua bán hoa tết cây cảnh nên con đường này khi đó còn được gọi là Chợ Tết Nguyễn Huệ. Nhà vườn tập kết hoa ở bến Bạch Đằng sau đó phân bổ vào từng ô đã quy định sẵn trên đường Nguyễn Huệ. Người ta đến đây không chỉ để mua hoa mà còn là ngắm, thưởng ngoạn và tận hưởng cái hương vị đặc trưng của chợ hoa Tết. Những tiếng cười nói, tiếng rao hàng, tiếng mặc cả, rồi cả tiếng leng keng của những thùng kem dạo đã trở thành âm thanh quen thuộc gắn bó với người dân thành phố. Được đi chơi chợ hoa Nguyễn Huệ, được cha mẹ mua cho một que kem hay một cái kẹo bông bằng đường, rồi tung tăng trong không khí vui tươi, hớn hở đã là những kỷ niệm thơ ấu rất khó quên trong ký ức nhiều người.

## Đường hoa

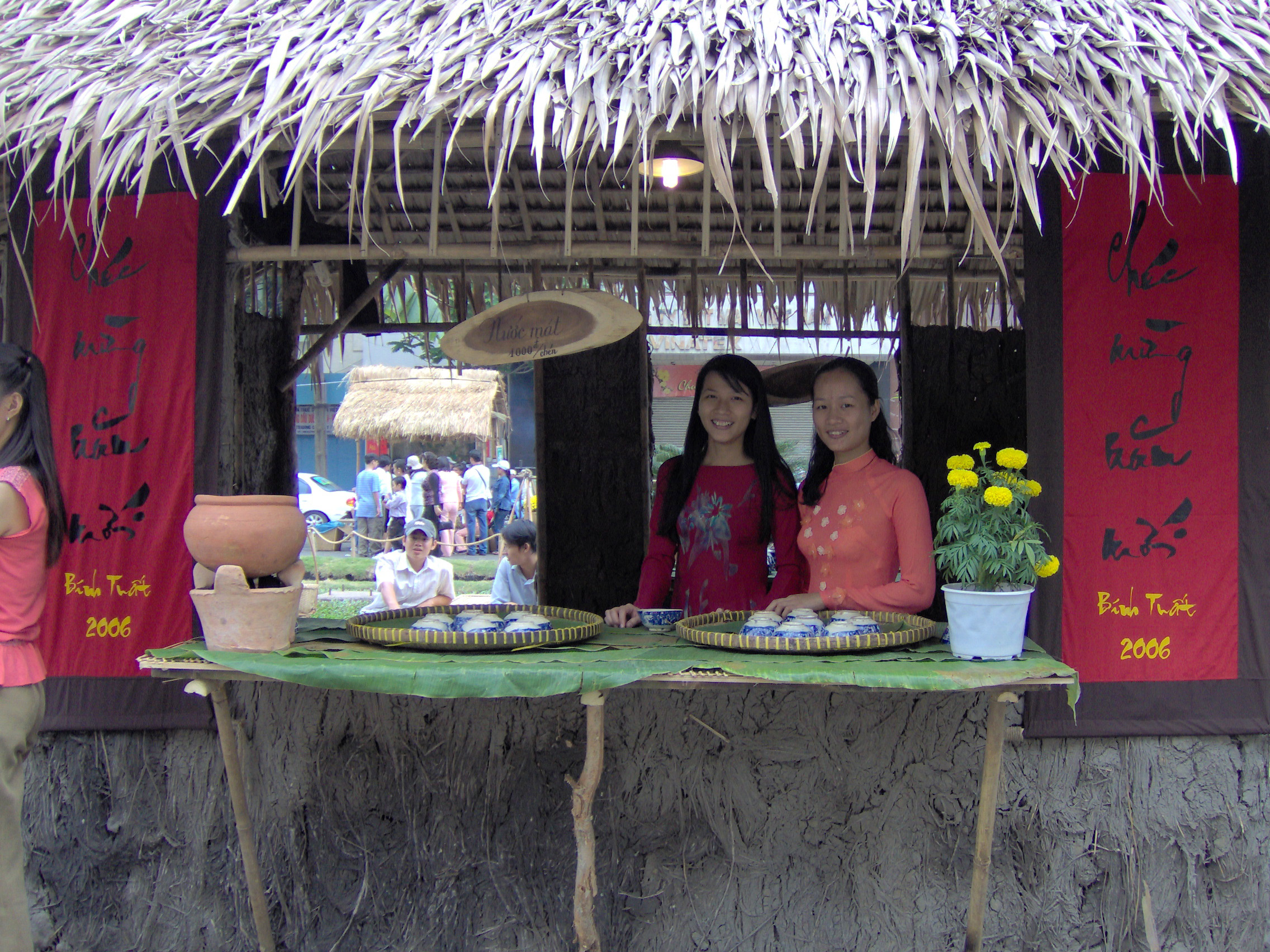
Một quán nước dân dã được tái dựng ở đường hoa Nguyễn Huệ

Sau năm 2003, thành phố quy hoạch lại chợ hoa xuân, đưa chợ hoa ra Công viên 23 tháng 9. Chợ hoa Nguyễn Huệ không còn nữa. Chợ hoa ở Công viên 23 tháng 9 vẫn tấp nập đông vui, nhưng nhiều người vẫn tiếc nuối cái cảm giác dạo bước ở chợ hoa Nguyễn Huệ, nơi mà mỗi năm chỉ một lần được đi bộ ở làn xe giữa trên con đường 3 làn xe đẹp nhất thành phố này, nơi mà hoa trải dài hai bên lối đi, nằm lọt giữa hai làn xe đông vui và hai dãy nhà cao tầng ở hai bên.
Từ Tết Giáp Thân 2004, chợ hoa Nguyễn Huệ đã trở lại nhưng với diện mạo mới. Không còn cảnh mua bán, chào mời, mặc cả, con đường với hoa là hoa nhưng được bày biện, sắp đặt công phu, chỉ dành cho việc thưởng ngoạn của khách du xuân. Và cũng từ năm này, cứ vào dịp Tết, đường Nguyễn Huệ có một cái tên khác, đó là đường hoa Nguyễn Huệ.
Từ đó, mỗi năm, đường hoa Nguyễn Huệ lại mở ra đón khách, với mỗi năm mới là những chủ đề mới, những ý tưởng mới. Để có được một đường hoa đẹp nhất, ban tổ chức đã phải tổ chức cuộc thi sáng tạo để tìm những ý tưởng hay nhất cho việc trang trí đường hoa.
Tại đây, giữa lòng thành phố bên cạnh những cảnh trang trí sáng tạo lại có những cảnh tái hiện văn hóa dân tộc xưa và nếp sống làng quê Việt, có ao sen với vó câu, dòng kênh với cầu khỉ chênh vênh, đường làng quê với xe thổ mộ và quán cóc bên đường, những gánh hàng hoa, những chiếc thuyền hoa, rồi cả những cần xé trái cây của một vùng đất Nam Bộ trù phú, màu mỡ... đem lại cho du khách cảm giác thích thú mà ấm áp, mới lạ mà thân quen, gần gũi.
Hoa trong đường hoa Nguyễn Huệ là một điều không thể thiếu. Ban tổ chức đã trưng bày rất nhiều loại hoa tươi, từ những loại hoa quen thuộc đến những loại hoa quý đến từ Đà Lạt hay xa hơn như từ miền Bắc. Tất cả tạo nên một bức tranh rực rỡ sắc màu giữa mùa xuân.
Đường hoa Nguyễn Huệ là một công trình văn hóa du lịch có ý nghĩa của thành phố, mang lại sự rực rỡ cho thành phố mỗi dịp Xuân về đồng thời cũng là địa chỉ vui chơi của không chỉ nhiều người dân thành phố mà còn của khách thập phương, của Việt kiều về nước và của cả nhiều du khách nước ngoài.

### Chủ đề

#### Thập niên 2000
- Tết Giáp Thân 2004: không có
- Tết Ất Dậu 2005: Thành phố Hồ Chí Minh – Hội nhập và Phát triển
- Tết Bính Tuất 2006: Dáng Xuân
- Tết Đinh Hợi 2007: Trên đường hội nhập
- Tết Mậu Tý 2008: Vượt sóng
- Tết Kỷ Sửu 2009: Vững tin

#### Thập niên 2010
- Tết Canh Dần 2010: Xuân bình minh
- Tết Tân Mão 2011: Tầm cao mới
- Tết Nhâm Thìn 2012: Việt Nam quê hương tôi
- Tết Quý Tỵ 2013: Trái tim Việt Nam
- Tết Giáp Ngọ 2014: Thành phố Hồ Chí Minh - Thành phố tôi yêu
- Tết Ất Mùi 2015: Bản sắc Việt - Hào khí Việt Nam
- Tết Bính Thân 2016: TPHCM – hòa bình, thịnh vượng và phát triển
- Tết Đinh Dậu 2017: Thành phố mang tên Bác – Khát vọng ngời sáng
- Tết Mậu Tuất 2018: Khát vọng vươn cao
- Tết Kỷ Hợi 2019: Vững bước vươn xa

#### Thập niên 2020
- Tết Canh Tý 2020:  TPHCM - Vững tin tiến bước
- Tết Tân Sửu 2021: TPHCM - Văn minh - Hiện đại - Nghĩa tình
- Tết Nhâm Dần 2022: Xuân quê hương, ấm tình nhân ái
- Tết Quý Mão 2023: TPHCM - Xuân an vui, Xuân thịnh vượng
- Tết Giáp Thìn 2024: Xuân yêu thương, Tết sum vầy
- Tết Ất Tỵ 2025: Non sông Gấm Hoa, Vui xuân thái hòa